# Gerolamo Bollini
Gerolamo Bollini (1593–1660) foi um prelado católico romano que serviu como bispo de Isernia (1653–1660).

## Biografia
Gerolamo Bollini nasceu em 1593 em Roma, na Itália, e foi ordenado sacerdote na Ordem de São Bento. A 9 de junho de 1653, foi nomeado durante o papado de Inocêncio X como Bispo de Isernia. No dia 22 de junho de 1653, foi consagrado bispo por Marcantonio Franciotti, cardeal-sacerdote de Santa Maria della Pace, com Giambattista Spada, patriarca titular de Constantinopla, e Ranuccio Scotti Douglas, bispo emérito de Borgo San Donnino, servindo como co-consagradores. Bollini serviu como Bispo de Isernia até à sua morte em 1660. Enquanto bispo, foi o principal co-consagrador de Giuseppe Battaglia, bispo de Montemarano (1657).